# Puerto de Pecém
El Terminal Portuario de Pecém, o simplemente Puerto de Pecém, es un terminal portuario en la costa del Nordeste de Brasil, de estilo "off shore", parte del Complejo Industrial y Portuario de Pecém (CIPP). 
Se ubica en un accidente geográfico denominado "Ponta do Pecém", donde se construyeron las obras del terminal portuario, en el distrito de Pecém, municipio de São Gonçalo do Amarante, ubicado en el litoral oeste del estado de Ceará, dentro de la Mesorregión Metropolitana de Fortaleza, aproximadamente a 60 kilómetros, por carretera, de la capital.
Para la navegación utilizando una carta náutica, se utiliza la norma nº 705, de 28 de septiembre de 2002, elaborada por la Dirección de Hidrografía y Navegación (DHN) de la Marina de Brasil .
La ubicación geográfica de Pecém, con el menor tiempo de tránsito entre Brasil, Estados Unidos y Europa —un promedio de 7 días hasta el destino—, funciona como uno de los atractivos para atraer a los armadores e impulsar las exportaciones brasileñas.  

## Historia

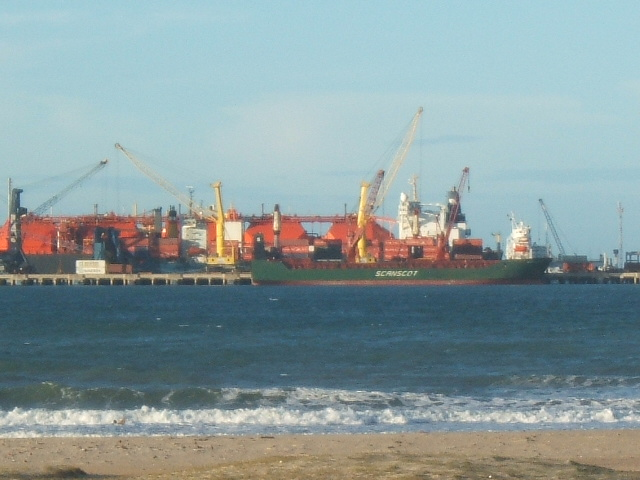
Barcos atracados en el puerto.

En la década de 1990, las limitaciones del Puerto de Mucuripe, en Fortaleza, llevaron a Ceará a buscar una alternativa para la recepción de cargas y mercancías por vía marítima. Mientras el desarrollo llegaba al estado, el puerto de Fortaleza resultaba insuficiente. Especialistas, la opinión pública y empresarios consideraban segura la expansión del emprendimiento en la capital. Se iniciaron negociaciones con el Gobierno Federal con el objetivo de obtener financiación. Sin embargo, la falta de retroárea (zona externa esencial para el funcionamiento) y el bajo calado para el atraque de buques fueron considerados obstáculos para que una eventual ampliación pudiera concretarse. 
En marzo de 1995, a solicitud del gobierno del estado de Ceará, encabezado por el gobernador Tasso Jereissati, y en asociación con el Gobierno Federal de Brasil, bajo la presidencia de Fernando Henrique Cardoso, el Grupamento de Navios Hidroceanográficos de la Marina de Brasil inició estudios para resolver el impasse. La construcción de un nuevo puerto era esperada. Se identificó que São Gonçalo do Amarante y Paracuru reunían las condiciones ideales para recibir la infraestructura, siendo la región del accidente geográfico denominado Ponta do Pecém, en São Gonçalo do Amarante, la más adecuada, ya que ofrecía un abrigo natural y una ensenada con profundidad suficiente para la construcción. 
A partir de este acontecimiento, se materializó uno de los mayores proyectos de desarrollo económico ya implementado en el Estado de Ceará, el Complejo Industrial y Portuario de Pecém .
El Puerto de Pecém inició sus operaciones en 2002. En la primera fase, se realizó la movilización de graneles líquidos, transportados por Petrobras. Ante la ausencia de la siderúrgica, se autorizó la operación de cargas generales en el muelle destinado a graneles sólidos, que inicialmente recibiría carbón y mineral de hierro para la siderúrgica y devolvería a los barcos planchas de acero. 

### Cronología
- 1995 – (marzo) Llegada de buques de la Marina de Brasil para realizar estudios ecobatimétricos en la costa de Ceará; (Julio/Diciembre) Diseño del Complejo Industrial y Portuario de Pecém y contratación de proyectos básicos de ingeniería
- 1996 – (mayo) Inicio de las obras de construcción de la Terminal Portuaria de Pecém y obras de infraestructura
- 1998 - (Abril) Finalización de las obras de la Carretera de Acceso
- 1999 - Finalización de las obras del Puente de Acceso y Muelle 1 de la Terminal CIPP y Sistema Eléctrico
- 2000 – Finalización de las obras del Muelle 2
- 2001 – Finalización del rompeolas; (junio) firma del Contrato de Adhesión nº 091/2001 entre el Gobierno del Estado de Ceará y el Ministerio de Transporte; (Noviembre) Inicio de operaciones comerciales en la Terminal
- 2002 – (marzo) Inauguración Oficial de la Terminal Portuaria de Pecém; (Abril) Despacho Aduanero Permanente por parte de la SRRF de la III Región.
- 2008 – Comienza la primera renovación del puerto. [5]
- 2010 - Entrega del TMUT, compuesto por dos atraques, ampliación del rompeolas a mil metros; y la ampliación del puente existente, de 348 metros de longitud. [6] [7] [8]
- 2016 – Inauguración del descargador de mineral de hierro e inicio de operación de la cinta transportadora. [9] [10] [11]
- 2017 – Entran en funcionamiento nuevos amarres (Amarres 7, 8 y 9), [12]
- 2019 – Segunda puente de acceso al dique, de 1.520 metros de longitud, permite el tránsito de camiones cargados con losas de acería. [13]
- 2022 – Entrega de la segunda ampliación del Puerto (Segundo puente a los muelles, Segunda puerta de acceso, Nuevo atracadero – Atracadero 10). [14]
- 2025 – Se abre una nueva ruta marítima a China. Reducción de 60 a 30 días de traslado entre países. [15] [16]
- 2025 – Se coloca la primera piedra del nuevo parque de tanques. [17]

## Acceso a la terminal
La concepción del terminal, orientada a buscar aguas profundas y preservar las condiciones ambientales, determinó que las instalaciones de atraque de los buques se ubicaran a cierta distancia de la costa, lo que hizo necesaria la construcción de un puente de conexión entre los muelles de atraque y las instalaciones en tierra, con 1.789,33 metros de longitud hasta el muelle 1 (uno) y 2.142,61 metros hasta el muelle 2 (dos). Para acceder al complejo existen dos opciones: por carretera y por ferrocarril, como se presenta a continuación.

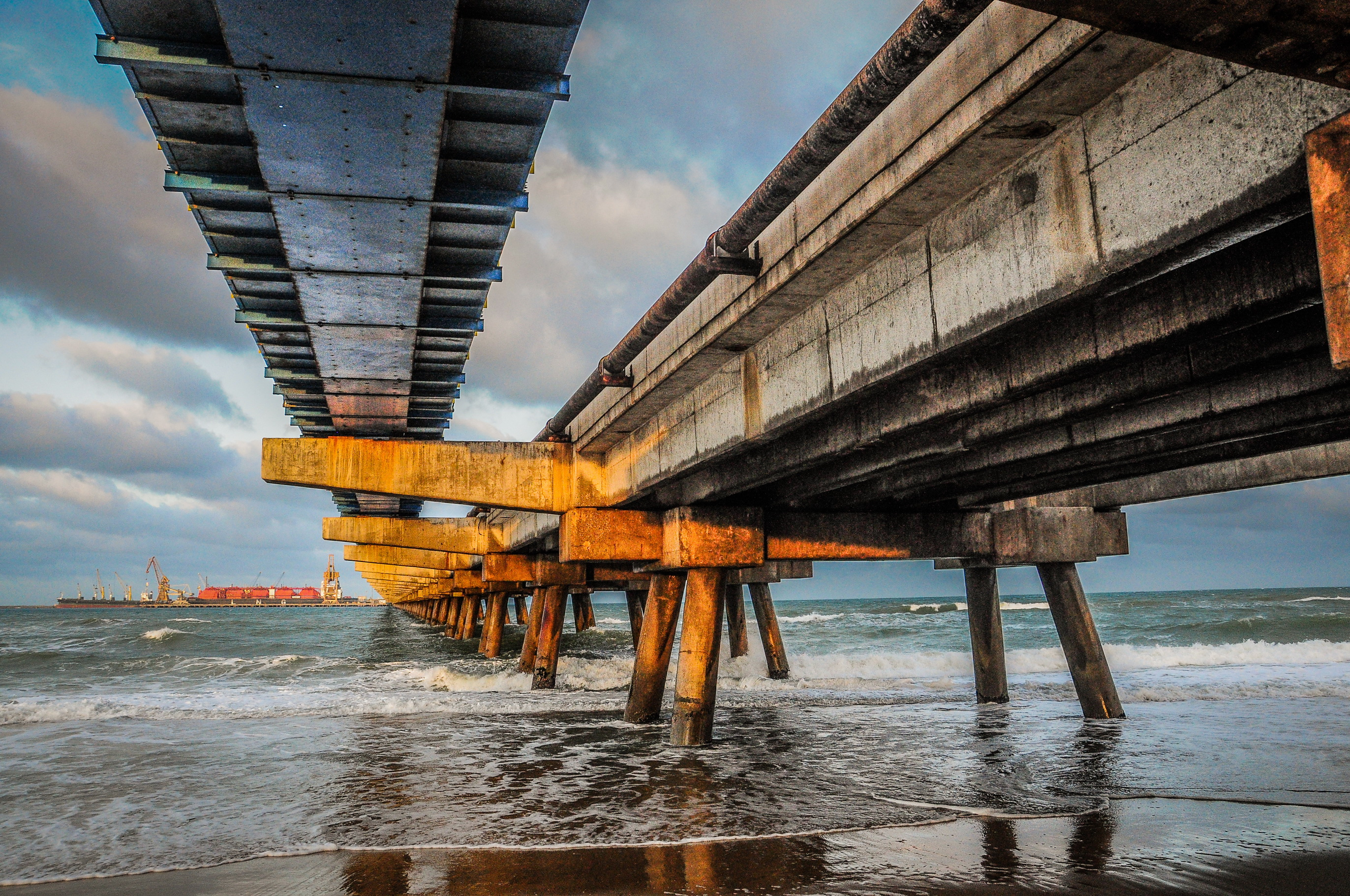
Puente de interconexión entre los muelles y las instalaciones en tierra.

### Acceso por carretera
El acceso por carretera se realiza a través de tres vías principales, siendo dos federales y una estatal, además de otras dos carreteras secundarias, que no se conectan directamente con la CE-422, vía destinada al flujo de vehículos de carga del terminal. 

#### Carreteras principales
- BR-222 : Carretera federal, principal vía de acceso a las instalaciones portuarias de Pecém. Conecta la capital, Fortaleza, con la región norte del estado y los estados de Piauí y Maranhão.

- BR-116 : La carretera federal más importante del estado, que conecta la capital con los estados del sur de Brasil . Desde las instalaciones de la terminal, se puede acceder a esta carretera a través del periférico, que también se utiliza como vía de conexión entre el Complejo Industrial y Portuario de Pecém y los Distritos Industriales de Maracanaú, Horizonte, Pacatuba, Eusébio, etc.

- CE-422 : La carretera estatal, conocida como Vía Portuaria, con 20,5 km de longitud y 12 m de ancho, conecta la BR-222 a las instalaciones portuarias. Esta carretera, junto con la BR - 222, son las principales vías para el flujo de tráfico de vehículos de carga con destino u origen en las instalaciones de la Terminal.

#### Carreteras secundarias
- CE-085 : Carretera estatal conocida como "Estruturante". Esta es una ruta para el transporte de vehículos ligeros hacia las playas de la región occidente del estado.

- CE-348 : Carretera estatal de tráfico ligero que conecta con la CE-085, en la localidad denominada Coité, proporcionando acceso al Distrito de Pecém y a la BR-222.

### Acceso ferroviario
El acceso a las instalaciones portuarias se realiza a través de un ramal de 22,5 kilómetros de longitud, derivado de la línea norte de Transnordestina Logística . Este ramal ferroviario atraviesa la zona industrial del Complejo, paralelo a la Vía Portuária (CE-422) y sirve tanto a la Terminal de Pecém como a las industrias ubicadas en el Complejo. Transnordestina Logística gestiona tramos como el Ferrocarril Teresina-Fortaleza y el Ferrocarril São Luís Teresina, permitiendo conexiones con los puertos de Itaqui (MA), Pecém (CE) y Mucuripe (CE). 
La Nueva Ferrovia Transnordestina fue proyectada para conectar el Puerto de Pecém al Puerto de Suape, en Pernambuco, además del cerrado de Piauí, en el municipio de Eliseu Martins, pero aún no está concluida. Está previsto que el tramo entre Pecém y Eliseu Martins entre en funcionamiento en 2025. 

## Movimientos
La tabla adjunta presenta la cantidad de cargas movilizadas, en toneladas, en el Puerto de Pecém cada año.
| Movimentação de Cargas (em toneladas) | Movimentação de Cargas (em toneladas) |
| ------------------------------------- | ------------------------------------- |
| 2002                                  | 386.990                               |
| 2003                                  | 695.256                               |
| 2004                                  | 941.843                               |
| 2005                                  | 1.073.878                             |
| 2006                                  | 2.136.387                             |
| 2007                                  | 3.041.724                             |
| 2008                                  | 1.727.221                             |
| 2009                                  | 2.165.137                             |
| 2010                                  | 3.527.965                             |
| 2011                                  | 3.766.571                             |
| 2012                                  | 4.392.050                             |
| 2013                                  | 6.327.288                             |
| 2014                                  | 8.274.657                             |
| 2015                                  | 7.011.355                             |
| 2016                                  | 11.230.393                            |
| 2017                                  | 15.808.875                            |
| 2018                                  | 17.214.859                            |
| 2019                                  | 18.096.308                            |
| 2020                                  | 15.930.483                            |
| 2021                                  | 22.417.077                            |
| 2022                                  | 17.112.232                            |
| 2023                                  | 17.389.922                            |
| 2024                                  | 19.652.312                            |

### Récords en 2024
El Puerto de Pecém cerró 2024 con resultados destacados. La movilización total fue de 19,6 millones de toneladas, un incremento del 13% respecto a 2023. El terminal también estableció récords en movimiento de contenedores, con 555 mil TEUs, un crecimiento del 15%.  El segmento de graneles sólidos experimentó un aumento del 21%, destacándose el mineral de hierro, que superó las 5,3 millones de toneladas, de las cuales 600 mil fueran enviadas a China. 
El sector de carga suelta también creció 3,3%, con énfasis en acero (18,5%) y fertilizantes (181%). La flexibilidad y capacidad operativa de la terminal fueron decisivas para su éxito, como lo demuestra el récord de manejo del buque MSC Mariagrazia, con más de 7.000 TEU en una sola operación.    
Además, 2024 estuvo marcado por la consolidación del Polo de Hidrógeno Verde en Pecém, con inversiones de R$ 15 mil millones en proyectos de hidrógeno y nuevas terminales en el sector de petróleo y gas.  

### Nueva Ruta Marítima
En febrero de 2025, el Complejo Industrial y Portuario de Pecém (CIPP), en Ceará, comenzó a operar una nueva ruta marítima que conecta directamente el estado con China. La información fue divulgada por el presidente del Complejo, Max Quintino, durante un evento organizado por la Cámara de Dirigentes Minoristas de Fortaleza (CDL Fortaleza). Con la nueva ruta, el tiempo de transporte de mercancías entre ambos países se reducirá en unos 30 días, pasando de 60 a 30 días de viaje. Se espera que los barcos chinos transporten, en promedio, 1.200 contenedores por semana, lo que representaría un impacto del 10% en el movimiento actual del puerto.   
La nueva ruta marítima pasará por el Canal de Panamá, en Centroamérica, y tendrá como destino el Puerto de Pecém. Desde esa terminal, los productos serán distribuidos hacia otros puertos brasileños, como Porto de Suape (PE), Porto de Salvador (BA) y Porto de Santos (SP). El Puerto de Pecém, que antes contaba con siete rutas al continente y tres internacionales, pasa a contar con 10 servicios en total, siendo cuatro de ellos internacionales, con énfasis en la nueva conexión con China. La fase de pruebas de esta nueva ruta, realizada en enero de 2025, tuvo resultados positivos, reforzando la importancia de Pecém como centro logístico estratégico.  

## Instalaciones

### Puerta principal
El área del edificio de la garita es de 134,13 metros cuadrados y el área total cubierta en la estructura espacial de aluminio es de 1.284,31 metros cuadrados. La entrada y salida de vehículos de la terminal solo es posible a través de la puerta, que dispone de tres carriles para vehículos a cada lado del edificio (lado derecho para entrada y lado izquierdo para salida). No existe otro acceso posible salvo a través de la vía férrea, que se encuentra junto a las naves 1 y 2 y el puente de acceso a los muelles. 

### Instalaciones de almacenamiento
El almacenamiento de productos en la Terminal de Pecém puede realizarse en el patio o en almacenes cubiertos. Con una superficie de 380.000 metros cuadrados, el patio fue construido para almacenar bobinas y chapas planas para la Planta Siderúrgica. También se realizó un estudio de distribución para permitir el almacenamiento de contenedores y se reservó una zona especial para contenedores refrigerados. Los almacenes fueron construidos para manejar el movimiento de otras cargas sueltas que necesitan ser protegidas de la intemperie, así como para ser utilizadas en operaciones de carga y descarga de contenedores. 

### Nuevo parque de tanques
En febrero de 2025, el Gobierno de Ceará inició la construcción del Parque de Almacenamiento y Distribución de Combustibles (tanking) en el Complejo Industrial y Portuario de Pecém (CIPP), en Fortaleza, con una inversión de R$ 430 millones.  El proyecto, ejecutado por Terminalis Marítimos do Brasil S. EL. (TMB), tiene como objetivo mejorar el movimiento, almacenamiento y envío de productos derivados del petróleo, biocombustibles y otros líquidos. Con la expectativa de generar alrededor de 600 empleos entre las fases de construcción y operación, el parque también contribuirá a una mayor competitividad en el mercado de combustibles del estado, además de posibilitar una mayor eficiencia en el transporte de mercancías. 
La primera fase del proyecto recibirá una inversión de R$ 343 millones y se prevé que esté concluida en agosto de 2027. El nuevo parque sustituye al tanque actualmente ubicado en el Puerto de Mucuripe, en Fortaleza, y está alineado a una política estatal y municipal de seguridad y modernización.  El proyecto también contribuirá a la expansión de la infraestructura logística de Ceará, con la integración de Transnordestina y la modernización del Puerto de Pecém, que recibirá otros proyectos estratégicos, como el Polo de Hidrógeno Verde. El Banco do Nordeste también reforzó su compromiso con el desarrollo económico del estado, con importantes inversiones en infraestructura. 

## Retaguardia
El Puerto de Pecém tiene una amplia área de influencia, abarcando principalmente el estado de Ceará, pero extendiéndose también a otras regiones del Nordeste e incluso del Sudeste de Brasil. Su interior incluye estados vecinos como Pernambuco, Piauí, Rio Grande do Norte y Bahía, además de áreas de Minas Gerais, especialmente por el movimiento de cargas como mineral de hierro y productos de acero. La integración con la Ferroviaria Teresina-Fortaleza y varias carreteras facilita el flujo de mercancías, consolidando el puerto como un polo exportador de gran importancia para Brasil. 
La ubicación estratégica del puerto, cerca de centros industriales y de la creciente zona exportadora del Nordeste, permite un acceso eficiente a los mercados internacionales, especialmente de Asia y Europa. Sus principales competidores son los puertos de Fortaleza, Suape, Salvador y otras terminales del nordeste, que compiten en el sector de carga general y productos industriales. Además, el Puerto de Pecém también compite con puertos de otros estados, como el Puerto de Santos y el Puerto de Vitória, en el Sudeste, que cuentan con una robusta infraestructura intermodal. La competitividad de Pecém radica en su capacidad de atender rápidamente las demandas internacionales, especialmente en los sectores de minería, petroquímica y celulosa, consolidándose como un centro logístico esencial para la economía brasileña.
Si bien estos puertos compiten en algunos aspectos, también desempeñan roles complementarios a Pecém, atendiendo demandas logísticas específicas que amplían la capacidad de transporte y facilitan la integración de las cadenas de suministro. El Puerto de Suape, en Pernambuco, se destaca por su infraestructura enfocada a la carga general y productos petroquímicos, siendo una opción complementaria para Pecém, principalmente en el flujo de productos industriales y commodity. El Puerto de Fortaleza, aunque con menor capacidad, también es importante para el movimiento de carga general y productos agrícolas. El Puerto de Salvador, en Bahía, es importante para la exportación de graneles agrícolas y químicos, agregando valor a la infraestructura del Nordeste .

## Galería

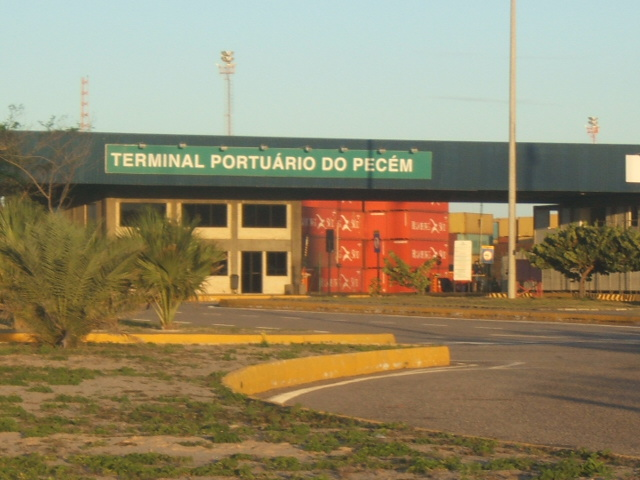
Puerta principal
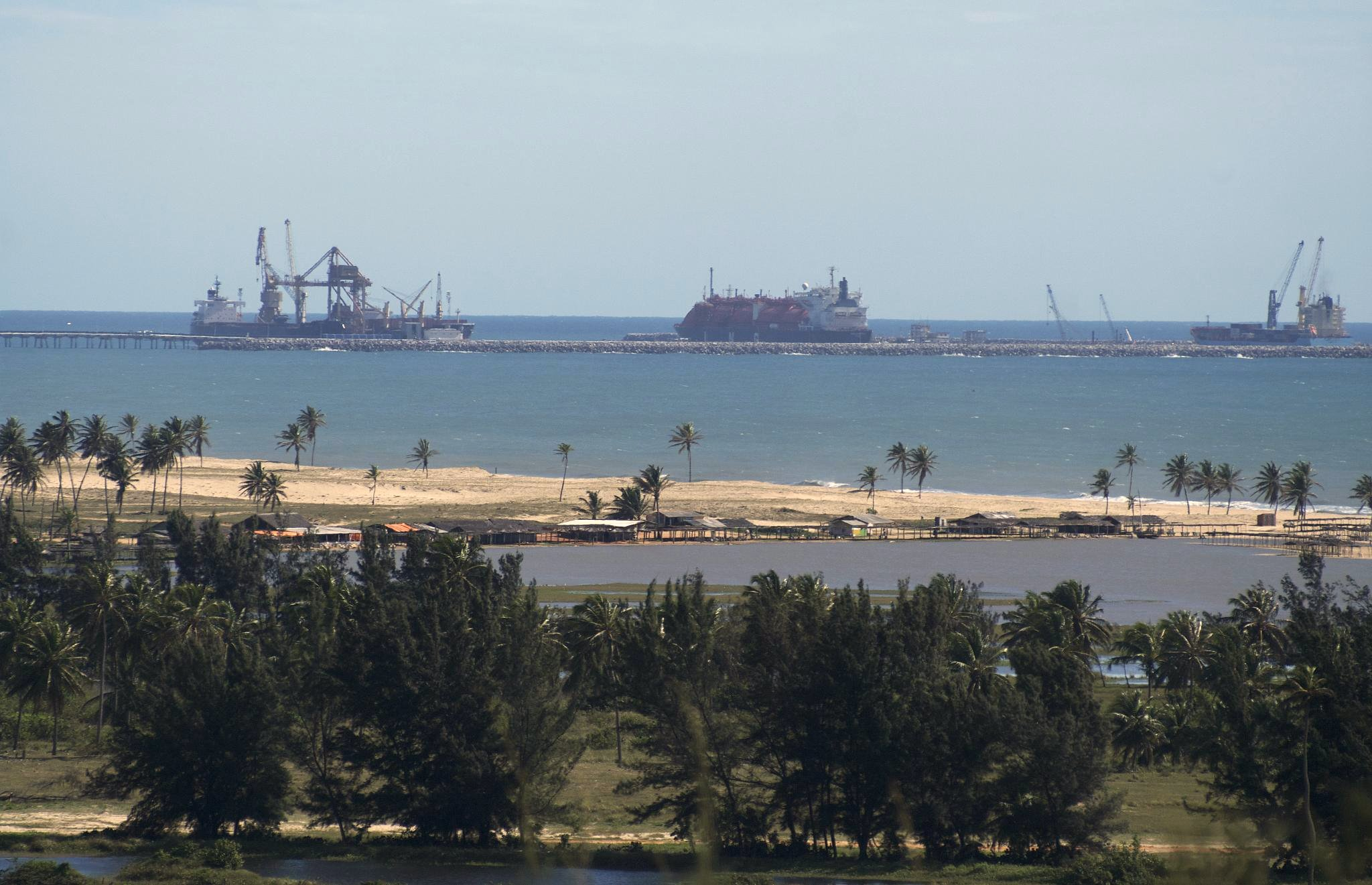
Barcos amarrados
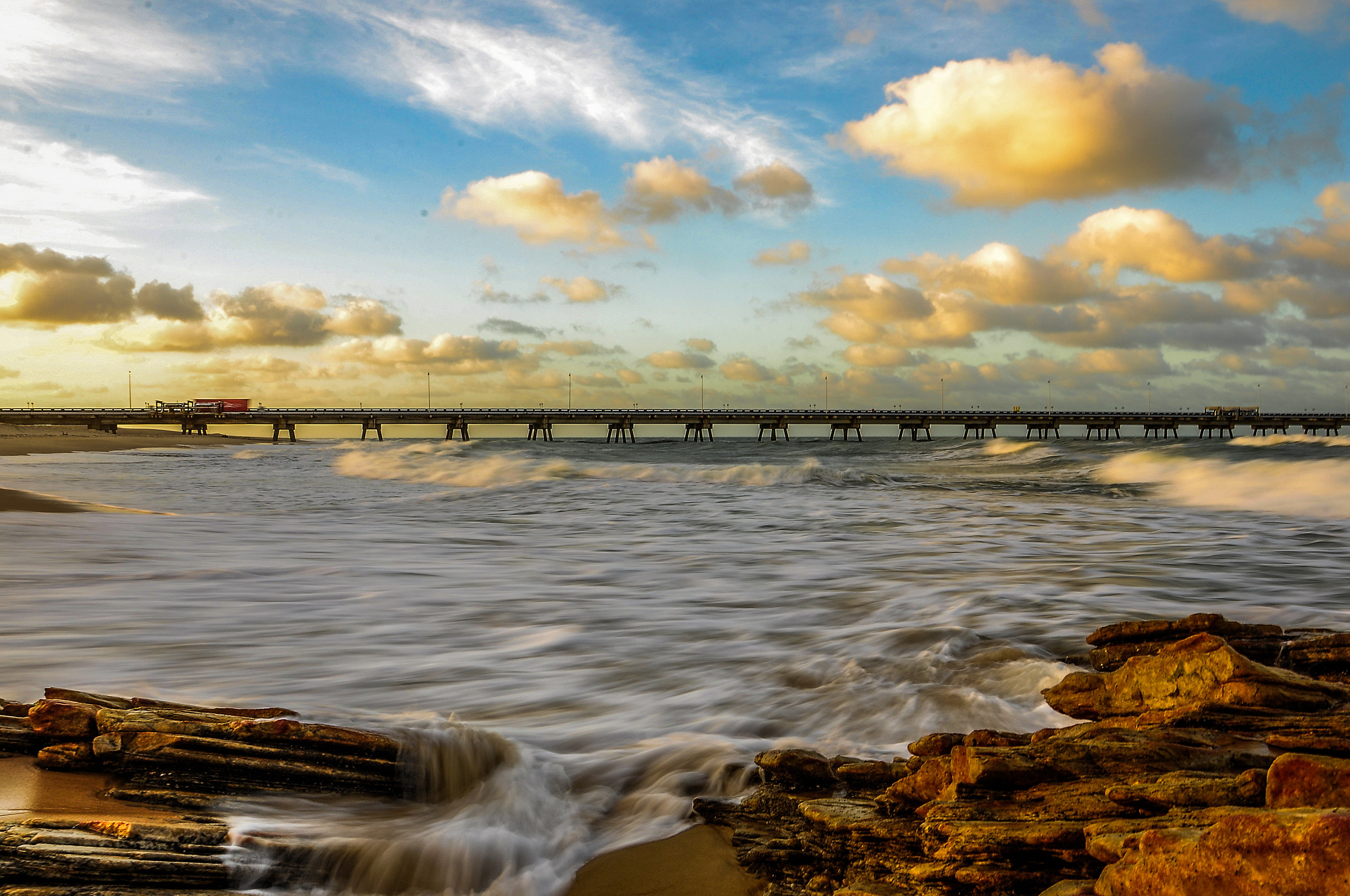
Puente hacia el rompeolas
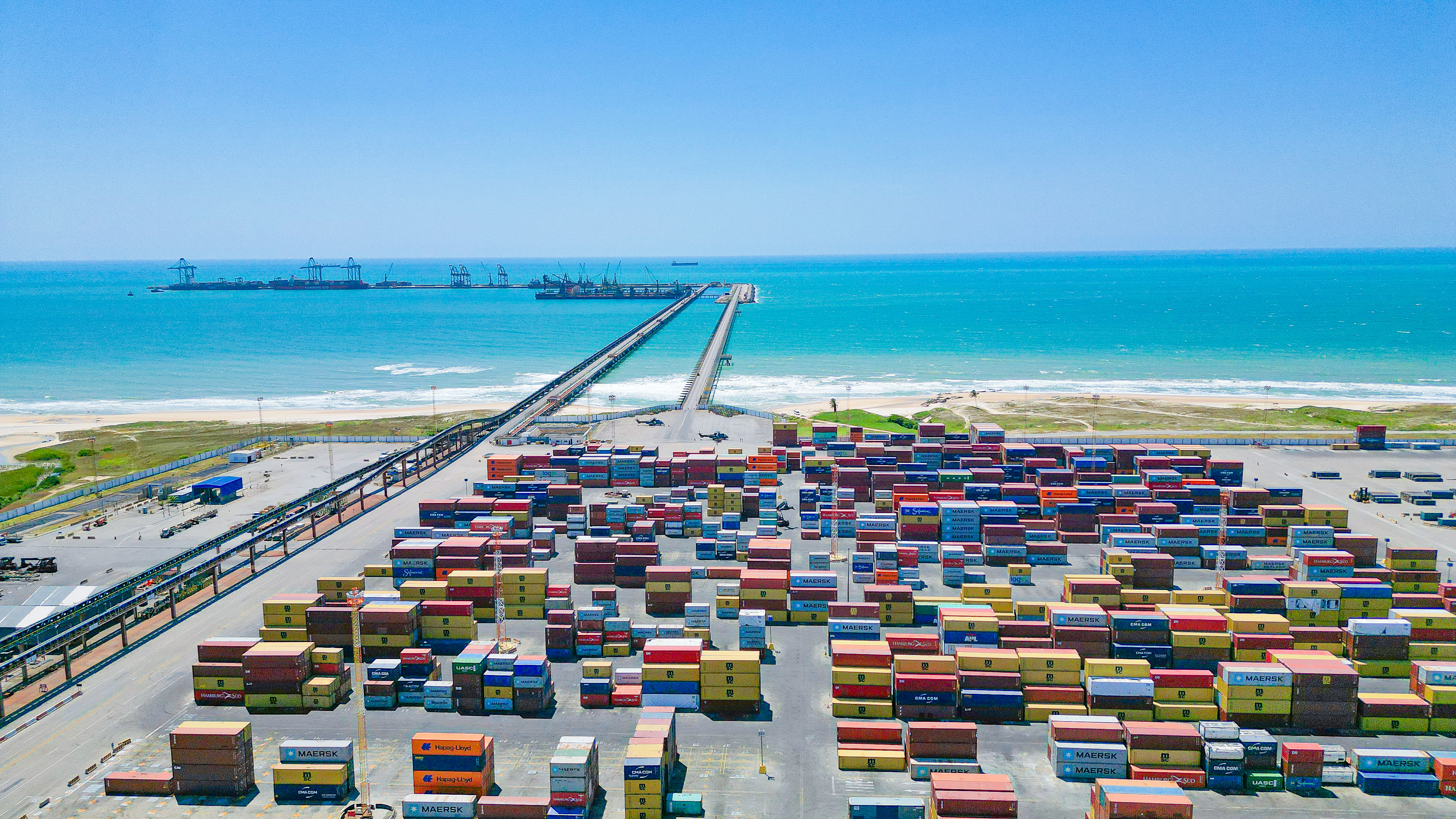
Terminal de contenedores